# Rhynchocyclus olivaceus
Rhynchocyclus olivaceus е вид птица от семейство Tyrannidae.

## Разпространение
Видът е разпространен в Боливия, Бразилия, Венецуела, Гвиана, Еквадор, Колумбия, Панама, Перу, Суринам и Френска Гвиана.